# Demonax reticulicollis
Demonax reticulicollis là một loài bọ cánh cứng trong họ Cerambycidae.